# Teatr Zielony Wiatrak
Teatr Zielony Wiatrak – trójmiejski teatr założony w 1994 przez Marka Branda, reżysera, dramaturga, aktora i animatora kultury.
Spektakle teatru, których bazę stanowią scenariusze Marka Branda, są pełnymi dowcipu i autoironii komentarzami wobec polskiej rzeczywistości.  W latach 1998–2003 teatr działał przy IKA WINDA w Gdańsku. Następnie do roku 2008 przy Sopockiej Scenie Off de Bicz. Od września 2008 działa przy Gdańskim Archipelagu Kultury (GAK) PLAMA, przy ul. Pilotów 11, będąc integralną częścią sceny Teatr w Blokowisku.
W 2006 roku Teatr Zielony Wiatrak otrzymał na Łódzkich Spotkaniach Teatralnych nagrodę Grand Prix za spektakl "Drapacze chmur" (współautor scenariusza: Bartosz Frankiewicz).

## Realizacje
- 1994 "Parady" według Jana Potockiego, reżyseria Marek Brand
- 1994 "Rybka" tekst i reżyseria Marek Brand.
- 1995 "Muirotarobal I" tekst i reżyseria Marek Brand
- 1996 "Muirotarobal II" tekst i reżyseria Marek Brand.
- 1996 "Co pan na to, Panie Freud?" wersja 1 - tekst i reżyseria Marek Brand.
- 1997 "Nie czekając na telefon" - tekst i reżyseria Marek Brand.
- 1998 "Witajcie na ziemi" - scenariusz i reżyseria Marek Brand.
- 1999 "Trzy Historie z..." tekst i reżyseria Marek Brand.
- 2000 "Kłoska" według Olgi Tokarczuk ("Prawiek i inne czasy"), scenariusz Kinga Łukaszewska, reżyseria Marek Brand
- 2001 "Historia" tekst i reżyseria Marek Brand.
- 2001 "K2" - tekst i reżyseria Marek Brand.
- 2001 "Co pan na to, Panie Freud?" wersja 2 - tekst i reżyseria Marek Brand.
- 2002 "Dni Pozorne" - choreografia Anna Haracz i Anna Steller, tekst i reżyseria Marek Brand.
- 2003 "Dyskretne układy dynamiczne" tekst - Marek Brand, reżyseria - Ewa Ignaczak
- 2005 "Brh+", tekst Marek Brand, reżyseria Ewa Ignaczak
- 2005 "Sąd nad Don Kichotem", według Antoniego  Słonimskiego, scenariusz i reżyseria Marek Brand
- 2005 "DNA", tekst i reżyseria Marek Brand.
- 2006 "Drapacze chmur", scenariusz według tekstów  Marka Branda i Bartosza Frankiewicza, reżyseria Marek Brand.
- 2007 "Na wschodzie i zachodzie", według Ericha Marii Remarque'a, scenariusz i reżyseria Marek Brand.
- 2007 "Zamiana" tekst Piotr Bulak, adaptacja i reżyseria Marek Brand
- 2008 "Szaleństwo we dwoje" - według Eugene Ionesco, reżyseria Marek Brand
- 2008 "Spotkanie" tekst Anna Aranowska, reżyseria Marek Brand
- 2009 "Nosorożec w jeżynach" - tekst  i reżyseria Marek Brand.
- 2009 "Kręgle" - tekst i reżyseria Marek Brand.
- 2010 "Co pan na to, panie Freud?" wersja 3 - tekst i reżyseria Marek Brand.
- 2011 "Oświadczyny/Niedźwiedż" - według Antoniego Czechowa, reżyseria Marek Brand
- 2012 "Kocha, lubi, szanuje" - tekst Marek Brand, reżyseria Anna Haracz, Marek Brand
- 2013 "Tuwim or not Tuwim" - scenariusz i reżyseria Marek Brand
- 2014 "Każdy przyniósł co miał najlepszego" - scenariusz na podstawie książki Mieczysława Abramowicza, reżyseria Marek Brand
- 2014 "Do niezobaczenia się z panem" - scenariusz i reżyseria Marek Brand
- 2015 "U stóp drabiny", scenariusz na podstawie opowiadania Henry Millera, reżyseria Marek Brand
- 2015 "www.nie_sen.pl",  tekst Ewelina Damps, reżyseria Marek Brand
- 2015 "Absurdalnie wesoła gromadka" - scenariusz i reżyseria Marek Brand
- 2016 "Boże Mój" - tekst Anat Gov, reżyseria Marek Brand
- 2016 "Od Juliana do Mariana" - scenariusz i reżyseria Marek Brand
- 2018 "Nic nas tu nie trzyma" - tekst  i reżyseria Marek Brand (spektakl inspirowany powieścią "Pamiętniki Adama i Ewy" Marka Twaina
- 2018 "Najlepsze przyjaciółki" tekst Anat Gov, scenariusz i reżyseria Marek Brand
- 2019 "Strajk Małp" - tekst i reżyseria Marek Brand

## Zespół artystyczny
- Ewa Dziedzic
- Marek Brand

Współpracują:
- Aleksandra Dolna
- Aleksandra Lis
- Agata Mieniuk
- Maja Miro
- Magdalena Żulińska
- Jacek Labijak
- Jacek Majok
- Wojciech Masiak - muzyk
- Marcin Marzec
- Florian Staniewski
- Maciej Szemiel
- Ignacy Jan Wiśniewski - muzyk
- Paweł Zagańczyk - muzyk